# Công nghệ tạo hình bằng kỹ thuật laser
Tạo hình bột bằng laser, cũng được biết đến với tên gọi độc quyền (công nghệ tạo hình bằng laser) là công nghệ sản xuất bồi đắp được chế tạo để chế tạo các bộ phận kim loại trực tiếp từ mô hình rắn được hỗ trợ bởi máy tính bằng cách sử dụng bột kim loại được phun vào vũng chảy được hình thành do chùm tia laser công suất cao, tập trung. Kỹ thuật này cũng tương đương với một số kỹ thuật đã đăng ký nhãn hiệu như lắng đọng kim loại trực tiếp  (DMD) hay đông đặc bằng laser (LC). So với các quy trình sử dụng bàn in bột, chẳng hạn như nung  chảy bằng laser chọn lọc (SLM), các đối tượng được tạo ra với công nghệ này có thể lớn hơn đáng kể, thậm chí dài tới vài feet.

## Phương pháp
Laser công suất cao được sử dụng để làm tan chảy bột kim loại được cung cấp một cách đồng bộ với trọng tâm của chùm laser thông qua một đầu lắng đọng. Tia laser thường di chuyển qua tâm của đầu và được tập trung vào một điểm nhỏ bằng một hoặc nhiều thấu kính. Bàn X-Y được di chuyển theo kiểu mành để chế tạo từng lớp của đối tượng. Đầu được di chuyển lên theo chiều dọc sau mỗi lớp được hoàn thành.
Bột kim loại được phân phối và phân bổ sung quanh chu vi của đầu hoặc bằng trọng lực, hoặc bằng cách sử dụng khí mang áp suất. Khí trơ thường được sử dụng để bảo vệ các vũng chảy khỏi oxy khí quyển để kiểm soát tốt hơn các tính chất và để thúc đẩy bám dính lớp bằng cách tạo độ thấm ướt bề mặt tốt hơn.

## Các kĩ thuật khác
Quá trình này tương tự như các công nghệ chế tạo 3D khác trong cách tiếp cận của nó ở chỗ nó tạo thành một thành phần rắn theo phương pháp đắp dần theo lớp. Quá trình LENS có thể đi từ bột kim loại và oxit kim loại đến các bộ phận kim loại, trong nhiều trường hợp không có bất kỳ hoạt động thứ cấp nào. LENS tương tự như thiêu kết laser chọn lọc, nhưng bột kim loại chỉ được áp dụng khi vật liệu được thêm vào chi tiết đó tại thời điểm đó. Nó có thể sản xuất các bộ phận trong một loạt các hợp kim, bao gồm titan, thép không gỉ, nhôm và các vật liệu đặc biệt khác; cũng như các vật liệu tổng hợp và phân loại chức năng. Các ứng dụng chính cho công nghệ LENS bao gồm sửa chữa và đại tu, tạo mẫu nhanh, sản xuất nhanh và sản xuất hạn chế cho thị trường hàng không vũ trụ, quốc phòng và y tế. Các nghiên cứu về kính hiển vi cho thấy các bộ phận LENS hoàn toàn đặc mà không bị biến chất về thành phần. Kiểm tra cơ học cho thấy các đặc tính cơ học nổi bật như chế tạo.
Quá trình này cũng có thể làm các chi tiết có biên dạng "gần đúng" khi nó không thể làm cho một đối tượng có các thông số kỹ thuật chính xác. Trong những trường hợp này, quá trình hậu sản xuất như gia công nhẹ, hoàn thiện bề mặt, hoặc xử lý nhiệt có thể được áp dụng để đạt yêu cầu cuối. Nó được sử dụng như các hoạt động hoàn thiện.